# Glukhariovo
Glukhariovo (en rus: Глухарёво) és un poble de l'óblast de Sverdlovsk, a Rússia, segons el cens del 2010 tenia 22 habitants.